# Tensei Shoya Kara Musabori Etchi
Tensei Shoya Kara Musabori Etchi (jap. 転生初夜からむさぼりエッチ, kompletter Titel 転生初夜からむさぼりエッチ～王子の本命は悪役令嬢 Tensei Shoya Kara Musabori Etchi: Ōji no Honmei wa Akuyakureijо̄) ist ein Erotik-Isekai-Manga, der von Re:mimu geschrieben und gezeichnet wird. Der Manga erscheint im Magazin TL Screamo und wird seit 2020 vom Verlag Suiseisha in gedruckter Form veröffentlicht. Die unzensierte Fassung einer Anime-Adaption erscheint im Dezember 2021 auf der Internetplattform AnimeFesta, während die zensierte Fernsehfassung unter dem Titel Ōji no Honmei wa Akuyakureijо̄ Anfang des Jahres 2022 auf Tokyo MX und BS11 gezeigt wird.
Die Handlung folgt einer Büroangestellten, die nach ihrem Tod als Antagonistin ihres Lieblings-Otome-Spiels wiedergeboren wird und verhindern muss, dass der Prinz sich in sie verliebt, da dies die Zerstörung der Welt bedeuten würde.

## Handlung
Nach ihrem Tod wird eine Büroangestellte als Schurkin Diana Diafell in ihrem Lieblings Otome-Spiel Hoshifuru Koi no Astrolabe. Prinz Sirius Hiver versucht, sie zu verführen. Da sich der Prinz aber in die eigentliche Heldin des Spiels verlieben sollte, versucht Diana alles, um Sirius nicht um den Finger zu wickeln.
Ein weiterer Grund ist, dass Diana aus ihrem früheren Leben die Enden des Spieles kennt: Das böse Ende des Spiels hätte die Zerstörung der Welt zur Folge. Trotz ihrer Versuche, dieses Ende zu verhindern, verliert Prinz Sirius sein Herz an Diana.

## Medien
Re:mimu startete den Manga im Jahr 2020, welcher seither im Magazin TL Screamo erscheint und vom japanischen Verlag Suiseisha in gedruckter Form veröffentlicht wird. Eine englischsprachige Übersetzung des Werkes erscheint auf der Website Coolmic als Web-Manga.
Mitte Juni des Jahres 2021 wurde die Produktion einer Anime-Fernsehserie durch das Webportal AnimeFesta angekündigt. Mitte November gleichen Jahres wurde offiziell bekannt gegeben, dass der Anime unter der Regie von Kishizuki im Studio Hōkiboshi entsteht. Ēyo Kurosaki, der bereits an der Produktion des Kurzanime Overflow mitwirkte, schreibt das Drehbuch; Shinichi Yoshikawa entwirft das Charakterdesign. Als Tonregisseur ist Hiroki Nishiyama beteiligt.
Die zensierte Fernsehfassung startet ab dem 9. Januar 2022 unter dem Titel Ōji no Honmei wa Akuyakureijо̄ auf Tokyo MX und BS11 im japanischen Fernsehen. Die unzensierte Version erscheint vorab ab Dezember 2021 auf der Website AnimeFesta.
| Rolle              | Japanische Stimme (Seiyū) |
| ------------------ | ------------------------- |
| Diana Diafell      | Akira Sekine              |
| Prinz Sirius Hiver | Tomohiko Takatsuka        |
| Kris               | Ayano Shibuya             |
| Spica Diafell      | Shugo Nakamura            |